# 2021 100 legnagyobb slágere

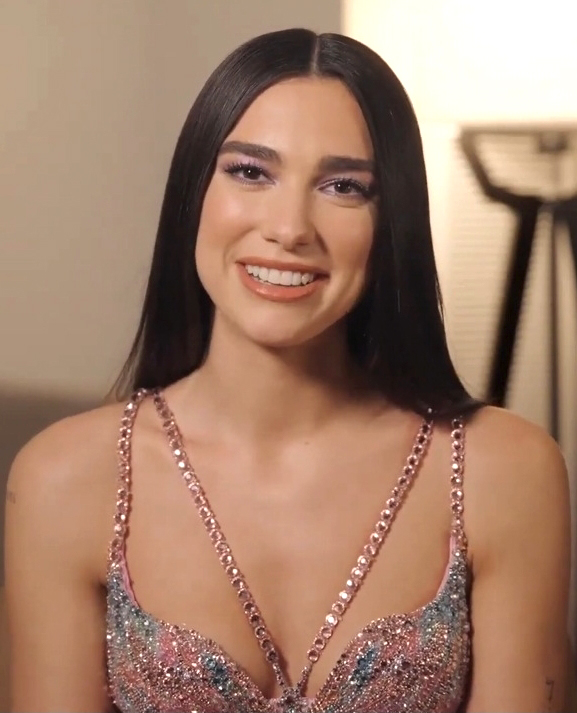
Dua Lipa Levitating című dala első helyezett lett az év végi listán, annak ellenére, hogy soha nem érte el ezt a pozíciót az év során. A Lifehouse 2001-es Hanging by a Moment dala óta ez az első alkalom, hogy egy dal úgy lett az év legsikeresebb kislemeze, hogy nem volt listavezető.

Alább a 2021 év végén a Billboard által kiadott slágerlistán felsorolt dalok szerepelnek. Az éves listát az adott év 100 legsikeresebb dalából állítják össze a Nielsen SoundScan adatai alapján. 2021-ben december 2-án jelent meg, 2020 novembere és 2021 novembere között gyűjtött adatok alapján. Ebben az évben a Billboard a The Weeknd Blinding Lights című dalát nevezte meg, mint minden idők legsikeresebb kislemeze a Hot 100 slágerlistán. Korábban ezt a címet  Chubby Checker The Twistje tartotta.

## Lista

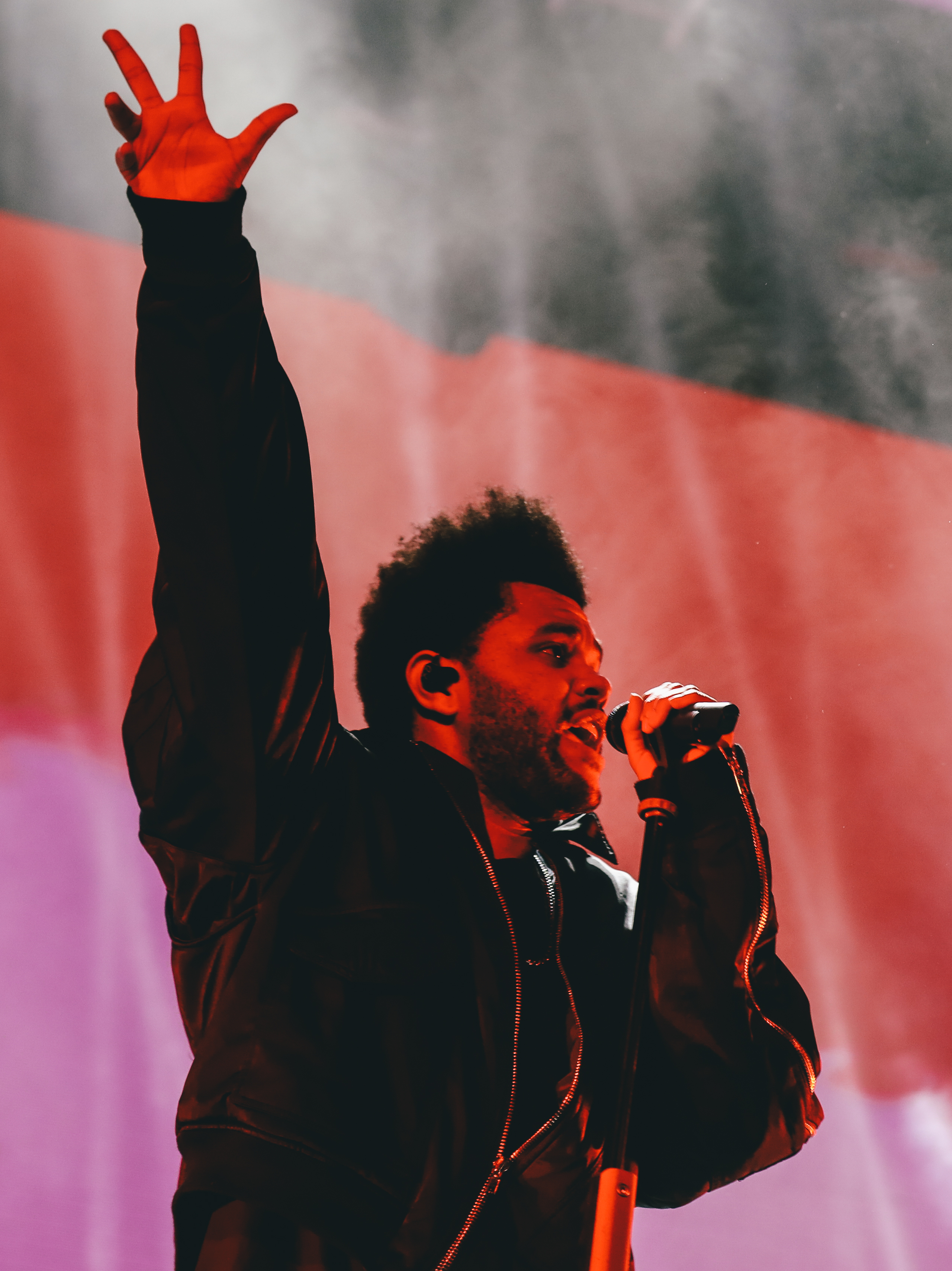
A The Weeknd négy dala is szerepel a listán, amelyek közül a Save Your Tears (Ariana Grande közreműködésével) és a Blinding Lights második és harmadik helyezett. Ezek mellett a Blinding Lights 2020 legsikeresebb dala volt. Ebben az évben minden idők legsikeresebb Hot 100-kislemeze lett, amely korábban Chubby Checker The Twistje volt.

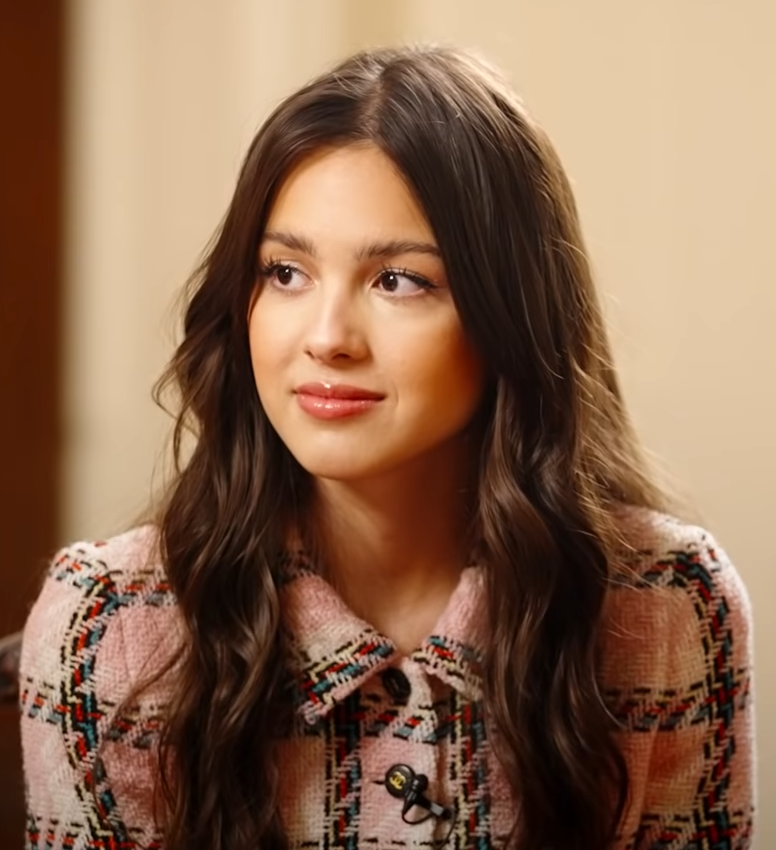
Olivia Rodrigo debütáló stúdióalbumáról, a Sourról négy dal is szerepel a listán, többek között az első tíz helyen szereplő és korábban az évben listavezető Good 4 U és Drivers License. Míg a Deja Vu és a Traitor 13., illetve 38. volt.

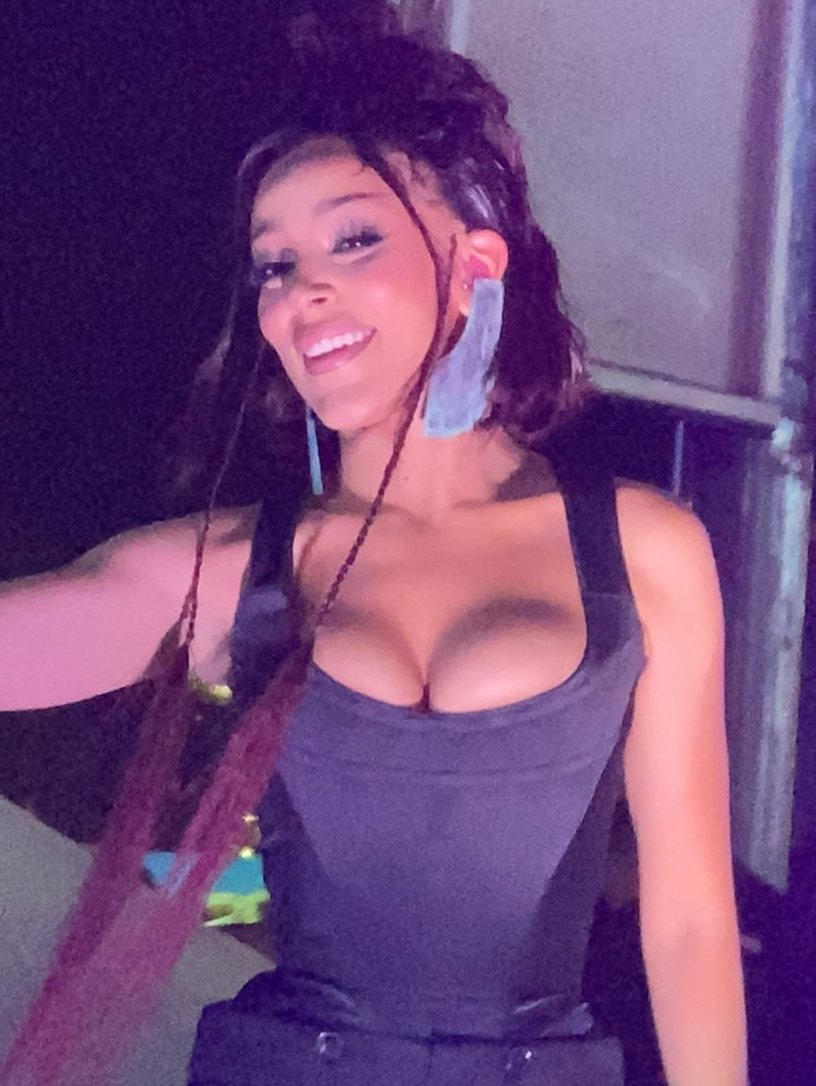
Doja Catnek van a legtöbb dala (Justin Bieberrel és Drake-kel holtversenyben) az év végi listán, hat. Ezek közül a Kiss Me More (SZA közreműködésével) volt a legsikeresebb, hatodik, míg a 34+35 (Ariana Grande, Doja Cat és Megan Thee Stallion közreműködésével), a Best Friend (Saweetie, Doja Cat közreműködésével), a You Right (a the Weeknddel), a Need to Know, és a Streets 21., 29., 43., 46. és 67. lett.

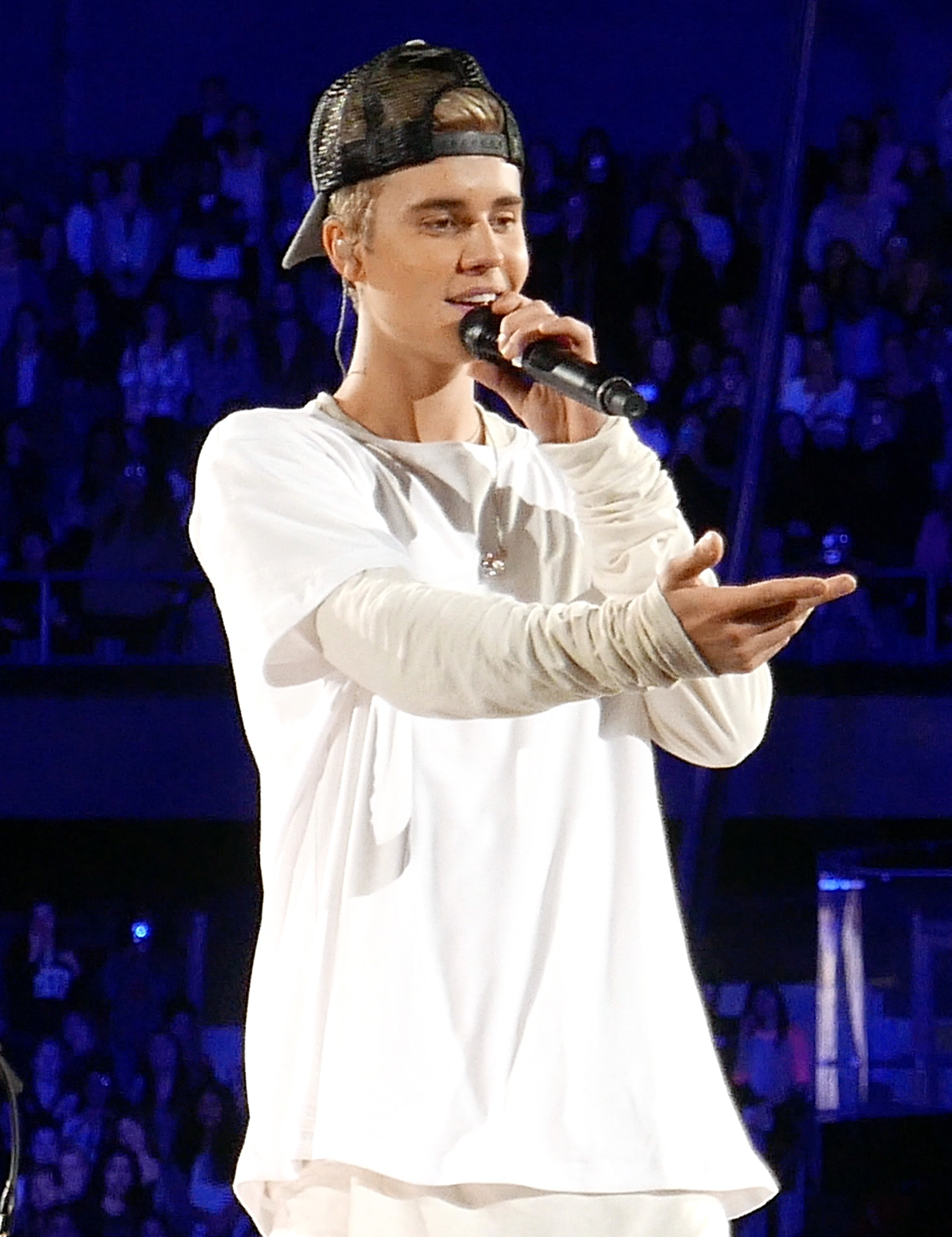
Justin Biebernek van a legtöbb dala (Doja Cattel és Drake-kel holtversenyben) az év végi listán, hat. Korábban listavezető dalai, a Peaches (Daniel Caesar és Giveon közreműködésével) és a Stay (the Kid Laroi-jal) voltak a legsikeresebbek, a 10. és a 12. helyen szerepelnek.

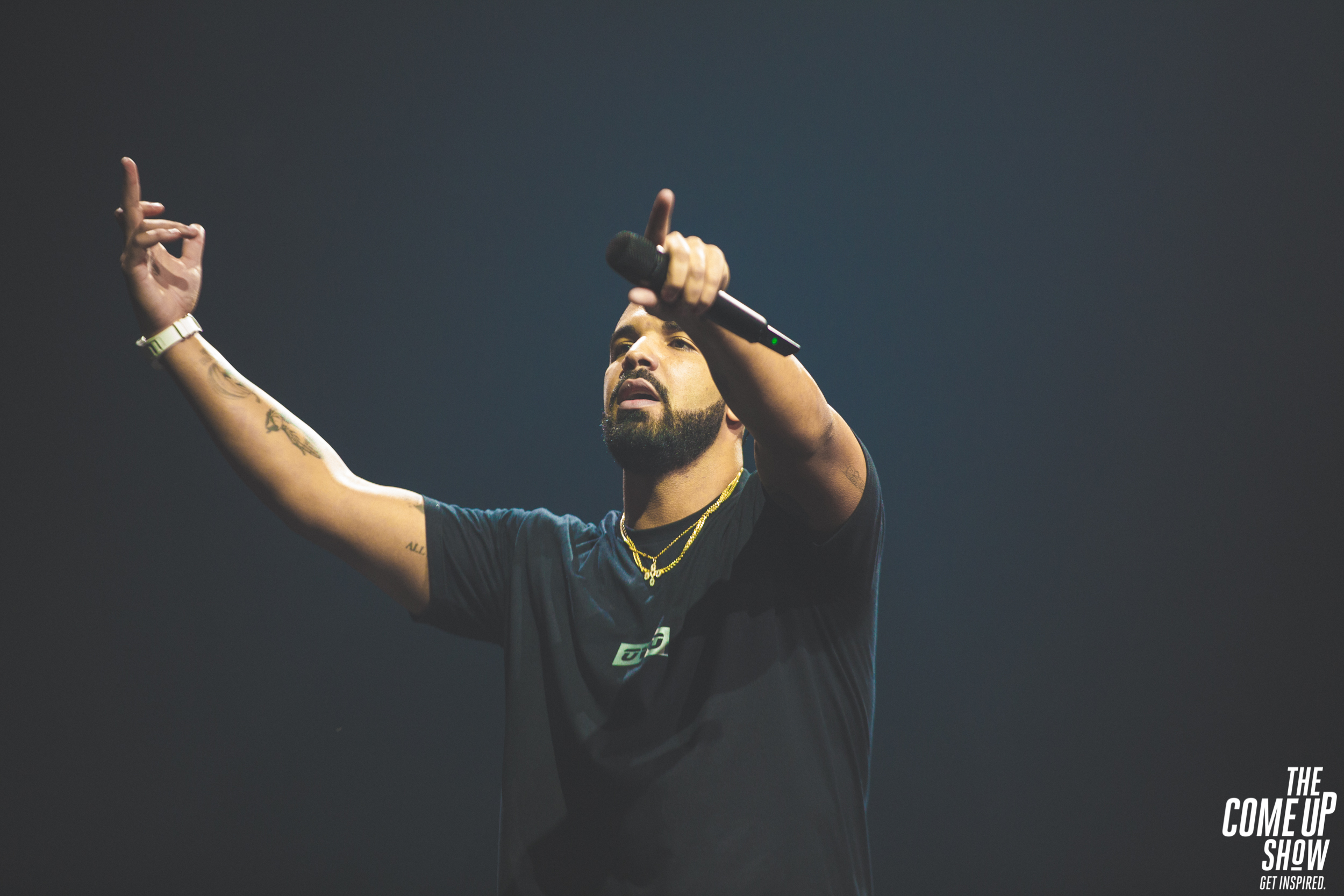
Drake-nek van a legtöbb dala (Doja Cattel és Justin Bieberrel holtversenyben) az év végi listán. A Laugh Now Cry Later (Lil Durk közreműködésével) van a legmagasabb helyen, 45., míg a Way 2 Sexy (Future és Young Thug közreműködésével) és a What’s Next 48. és 68. lett.

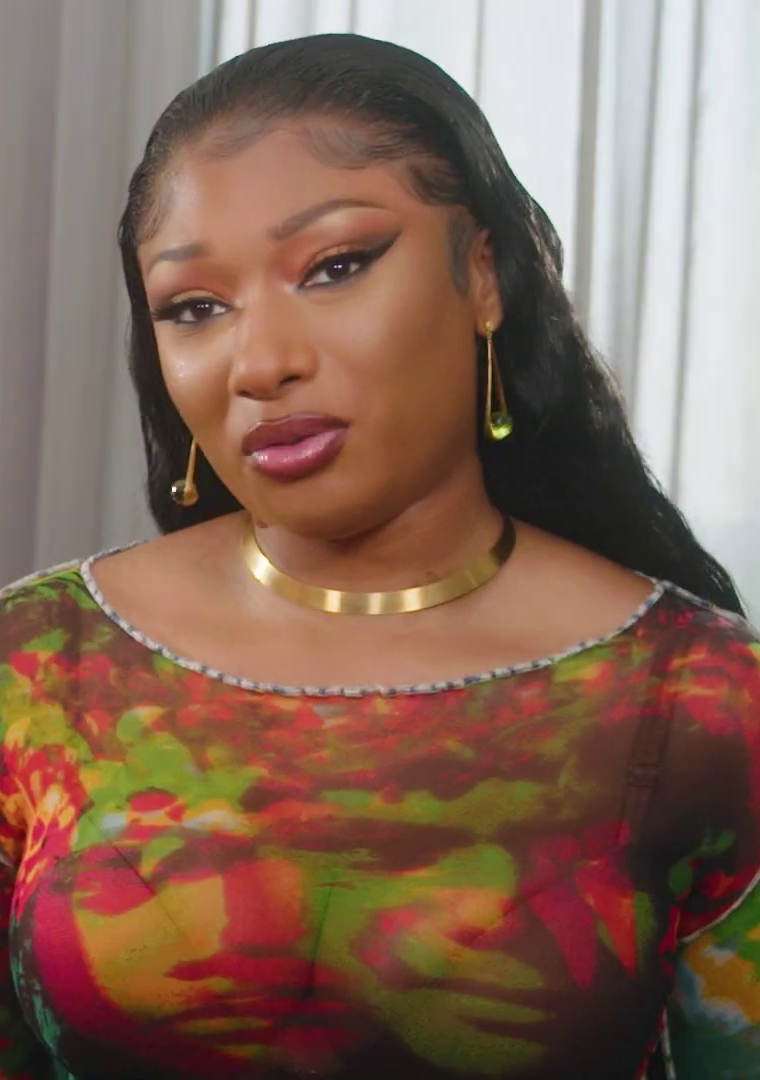
Megan Thee Stallion öt dala szerepel a listán, a 34+35 (Ariana Grande, Doja Cat és Megan Thee Stallion közreműködésével) a 21. helyen, a Beautiful Mistakes (Maroon 5, Megan Thee Stallion közreműködésével) a 34. helyen, a Body az 54. helyen, a Thot Shit a 71. helyen és a Cry Baby (DaBaby közreműködésével) a 77. helyen.

| #   | Cím                               | Előadó(k)                                                       |
| --- | --------------------------------- | --------------------------------------------------------------- |
| 1   | Levitating                        | Dua Lipa                                                        |
| 2   | Save Your Tears                   | The Weeknd és Ariana Grande                                     |
| 3   | Blinding Lights                   | The Weeknd                                                      |
| 4   | Mood                              | 24kGoldn, Iann Dior közreműködésével                            |
| 5   | Good 4 U                          | Olivia Rodrigo                                                  |
| 6   | Kiss Me More                      | Doja Cat, SZA közreműködésével                                  |
| 7   | Leave the Door Open               | Silk Sonic (Bruno Mars és Anderson .Paak)                       |
| 8   | Drivers License                   | Olivia Rodrigo                                                  |
| 9   | Montero (Call Me By Your Name)    | Lil Nas X                                                       |
| 10  | Peaches                           | Justin Bieber, Daniel Caesar és Giveon közreműködésével         |
| 11  | Butter                            | BTS                                                             |
| 12  | Stay                              | The Kid Laroi és Justin Bieber                                  |
| 13  | Deja Vu                           | Olivia Rodrigo                                                  |
| 14  | Positions                         | Ariana Grande                                                   |
| 15  | Bad Habits                        | Ed Sheeran                                                      |
| 16  | Heat Waves                        | Glass Animals                                                   |
| 17  | Without You                       | The Kid Laroi                                                   |
| 18  | Forever After All                 | Luke Combs                                                      |
| 19  | Go Crazy                          | Chris Brown és Young Thug                                       |
| 20  | Astronaut in the Ocean            | Masked Wolf                                                     |
| 21  | 34+35                             | Ariana Grande, Doja Cat és Megan Thee Stallion közreműködésével |
| 22  | What You Know Bout Love           | Pop Smoke                                                       |
| 23  | My Ex’s Best Friend               | Machine Gun Kelly, Blackbear közreműködésével                   |
| 24  | Industry Baby                     | Lil Nas X és Jack Harlow                                        |
| 25  | Therefore I Am                    | Billie Eilish                                                   |
| 26  | Up                                | Cardi B                                                         |
| 27  | Fancy Like                        | Walker Hayes                                                    |
| 28  | Dakiti                            | Bad Bunny és Jhay Cortez                                        |
| 29  | Best Friend                       | Saweetie, Doja Cat közreműködésével                             |
| 30  | Rapstar                           | Polo G                                                          |
| 31  | Heartbreak Anniversary            | Giveon                                                          |
| 32  | For the Night                     | Pop Smoke, Lil Baby és DaBaby közreműködésével                  |
| 33  | Calling My Phone                  | Lil Tjay és 6lack                                               |
| 34  | Beautiful Mistakes                | Maroon 5, Megan Thee Stallion közreműködésével                  |
| 35  | Holy                              | Justin Bieber, Chance the Rapper közreműködésével               |
| 36  | On Me                             | Lil Baby                                                        |
| 37  | You Broke Me First                | Tate McRae                                                      |
| 38  | Traitor                           | Olivia Rodrigo                                                  |
| 39  | Back in Blood                     | Pooh Shiesty, Lil Durk közreműködésével                         |
| 40  | I Hope                            | Gabby Barrett, Charlie Puth közreműködésével                    |
| 41  | Dynamite                          | BTS                                                             |
| 42  | Wockesha                          | Moneybagg Yo                                                    |
| 43  | You Right                         | Doja Cat és a The Weeknd                                        |
| 44  | Beat Box                          | SpotemGottem, Pooh Shiesty vagy DaBaby közreműködésével         |
| 45  | Laugh Now Cry Later               | Drake, Lil Durk közreműködésével                                |
| 46  | Need to Know                      | Doja Cat                                                        |
| 47  | Wants and Needs                   | Drake, Lil Baby közreműködésével                                |
| 48  | Way 2 Sexy                        | Drake, Future és Young Thug közreműködésével                    |
| 49  | Telepatía                         | Kali Uchis                                                      |
| 50  | Whoopty                           | CJ                                                              |
| 51  | Lemonade                          | Internet Money és Gunna, Don Toliver és Nav közreműködésével    |
| 52  | Good Days                         | SZA                                                             |
| 53  | Starting Over                     | Chris Stapleton                                                 |
| 54  | Body                              | Megan Thee Stallion                                             |
| 55  | Willow                            | Taylor Swift                                                    |
| 56  | Bang!                             | AJR                                                             |
| 57  | Better Together                   | Luke Combs                                                      |
| 58  | You’re Mines Still                | Yung Bleu, Drake közreműködésével                               |
| 59  | Every Chance I Get                | DJ Khaled, Lil Baby és Lil Durk közreműködésével                |
| 60  | Essence                           | Wizkid, Justin Bieber és Tems közreműködésével                  |
| 61  | Chasing After You                 | Ryan Hurd és Maren Morris                                       |
| 62  | The Good Ones                     | Gabby Barrett                                                   |
| 63  | Leave Before You Love Me          | Marshmello és Jonas Brothers                                    |
| 64  | Glad You Exist                    | Dan + Shay                                                      |
| 65  | Lonely                            | Justin Bieber és Benny Blanco                                   |
| 66  | Beggin’                           | Måneskin                                                        |
| 67  | Streets                           | Doja Cat                                                        |
| 68  | What’s Next                       | Drake                                                           |
| 69  | Famous Friends                    | Chris Young és Kane Brown                                       |
| 70  | Lil Bit                           | Nelly és Florida Georgia Line                                   |
| 71  | Thot Shit                         | Megan Thee Stallion                                             |
| 72  | Late at Night                     | Roddy Ricch                                                     |
| 73  | Kings & Queens                    | Ava Max                                                         |
| 74  | Anyone                            | Justin Bieber                                                   |
| 75  | Track Star                        | Mooski                                                          |
| 76  | Time Today                        | Moneybagg Yo                                                    |
| 77  | Cry Baby                          | Megan Thee Stallion, DaBaby közreműködésével                    |
| 78  | All I Want for Christmas Is You   | Mariah Carey                                                    |
| 79  | No More Parties                   | Coi Leray, Lil Durk közreműködésével                            |
| 80  | What’s Your Country Song          | Thomas Rhett                                                    |
| 81  | One Too Many                      | Keith Urban és Pink                                             |
| 82  | Arcade                            | Duncan Laurence                                                 |
| 83  | Yonaguni                          | Bad Bunny                                                       |
| 84  | Good Time                         | Niko Moon                                                       |
| 85  | If I Didn’t Love You              | Jason Aldean és Carrie Underwood                                |
| 86  | Knife Talk                        | Drake, 21 Savage és Project Pat közreműködésével                |
| 87  | POV                               | Ariana Grande                                                   |
| 88  | Just the Way                      | Parmalee és Blanco Brown                                        |
| 89  | Take My Breath                    | The Weeknd                                                      |
| 90  | We’re Good                        | Dua Lipa                                                        |
| 91  | Hell of a View                    | Eric Church                                                     |
| 92  | Rockin’ Around the Christmas Tree | Brenda Lee                                                      |
| 93  | Put Your Records On               | Ritt Momney                                                     |
| 94  | Happier Than Ever                 | Billie Eilish                                                   |
| 95  | Single Saturday Night             | Cole Swindell                                                   |
| 96  | Things a Man Oughta Know          | Lainey Wilson                                                   |
| 97  | Throat Baby (Go Baby)             | BRS Kash                                                        |
| 98  | Tombstone                         | Rod Wave                                                        |
| 99  | Drinkin’ Beer. Talkin’ God. Amen. | Chase Rice, Florida Georgia Line közreműködésével               |
| 100 | Todo de Ti                        | Rauw Alejandro                                                  |